# 西園寺寛季
西園寺 寛季（さいおんじ ひろすえ）は、江戸時代後期の公卿。左大臣・二条治孝の三男。左大臣・西園寺賞季の養子。官位は正二位・権中納言。西園寺家33代当主。主に光格天皇（119代）・仁孝天皇（120代）の二帝に仕えた。

## 経歴
二条治孝の三男として生まれたが、西園寺賞季の男子たちが相次いで早世し、相続人がいなくなっていたため、この寛季が西園寺家に養子に入って相続することとなった。寛政6年（1794年）に叙爵し、以降清華家当主として速いスピードで累進し、寛政10年（1798年）には従三位となり公卿に列した。文化3年（1806年）から文化9年（1812年）にかけてと文政3年（1820年）から天保3年（1832年）の二度にかけて権中納言を務めたが、何を思ったか天保3年（1832年）に46歳にして出家すると以降は朝廷に出仕しなくなった。
唯一の子である治季は、父に先立って文政9年（1826年）に薨去している。治季の死後、治季の子師季が誕生しているが、誕生直後であるので、有栖川宮韶仁親王の王子を養子とし、西園寺公潔として西園寺家を相続させた。なお、治季の実子の師季は、公潔が天保7年（1836年）に19歳にして薨去したために、その後を受けて西園寺家を相続している。

## 系譜
- 父：二条治孝
- 母：徳川宗翰次女・翰子
- 養父：西園寺賞季
- 妻：大谷等子 - 大谷光暉の娘
- 継室：正親町八千子 - 正親町公明娘
  - 男子：西園寺治季
- 生母不明
  - 4男：西園寺実文 - 密子であり、民間で育った後に不行跡であるとして義絶されている。子に生野の変に関与した西園寺実満がいる[1]。
- 養子
  - 男子：西園寺公潔 - 有栖川宮韶仁親王の第四王子